# Concordiatemplet, Arx
Concordiatemplet (latin: Aedes Concordiae in arce) var ett tempel i antikens Rom, tillägnat endräktens gudinna Concordia. Templet var beläget på Arx (in arce), den högsta av Capitoliums toppar. Det uppfördes av praetorn Lucius Manlius efter att han hade kväst ett myteri bland sina trupper i Gallia Cisalpina. Templet påbörjades år 217 f.Kr. och invigdes den 5 februari 216 f.Kr.
I antika källor har templet tillnamnet in arce (ablativ av arx, ”bergstopp”, ”höjd”) eller in Capitolio (ablativ av Capitolium).
Enligt Livius slog blixten ned i templet år 211 f.Kr.

## Karta
| Plan över Capitolium under antiken |
| --- |
| Capitolium Arx Forum Romanum Fori Imperiali Velabrum Jupitertemplet Tabularium Juno Monetas tempel Marcellusteatern Forum Holitorium Bellonatemplet Jupiter Feretrius tempel Veiovistemplet Auguraculum Iseum Jupiter Custos tempel Concordiatemplet Jupiter Conservators tempel Altare Tensarum Jupiter Tonans tempel Clivus Capitolinus Centus Gradus Porta Pandana Janustemplet Juno Sospitas tempel Spestemplet Augustustemplet Asylum Inter duos lucos Vicus Iugarius Marsfältet Dei Consentes portik Vespasianus- templet Concordiatemplet Tullianum Clivus Argentarius Venus Erycinas tempel Bona Mens tempel Fidestemplet Opstemplet Scipio Africanus båge Saturnustemplet Basilica Iulia |